# Grammostola porteri
Grammostola porteri är en spindelart som först beskrevs av Cândido Firmino de Mello-Leitão 1936.  
Grammostola porteri ingår i släktet Grammostola och familjen fågelspindlar. Inga underarter finns listade i Catalogue of Life.